# Ga Gyeonggi Gwangju
Ga Gyeonggi Gwangju (Tiếng Hàn: 경기광주역, Hanja: 京畿廣州驛) là ga tàu điện ngầm trên Tuyến Gyeonggang ở Yeok-dong, Gwangju, Gyeonggi-do. Tên ga phụ là Viện ICT Polytech Hàn Quốc. Để tránh nhầm lẫn với Ga Gwangju ở Gwangju, 'Gyeonggi' đã được thêm vào tên ga

## Lịch sử
- 29 tháng 4 năm 2016: Thông báo bảng cự ly đường sắt[1]
- 13 tháng 9 ~ 18 tháng 9 năm 2016: Tạm thời miễn phí vận hành tàu tuyến Gyeonggang trong dịp lễ Chuseok[2][3]
- 24 tháng 9 năm 2016: Bắt đầu kinh doanh với việc khai trương Tuyến Gyeonggang
- 26 tháng 9 năm 2016: Điểm xuất phát Pangyo thay đổi từ 13,3km thành 13,8km[4]

## Bố trí ga
| ↑ Samdong |
| \| ２     |
| Chowol ↓  |

| １ | ● Tuyến Gyeonggang | ← Hướng đi Samdong · Imae · Pangyo  |
| ２ | ● Tuyến Gyeonggang | → Hướng đi Icheon · Bubal · Yeoju → |

## Xung quanh nhà ga
- Trường trung học Gyeongan
- Trường trung học Jungang Gwangju
- Trường trung học cơ sở Gwangju
- Viện ICT Polytech Hàn Quốc

## Hình ảnh

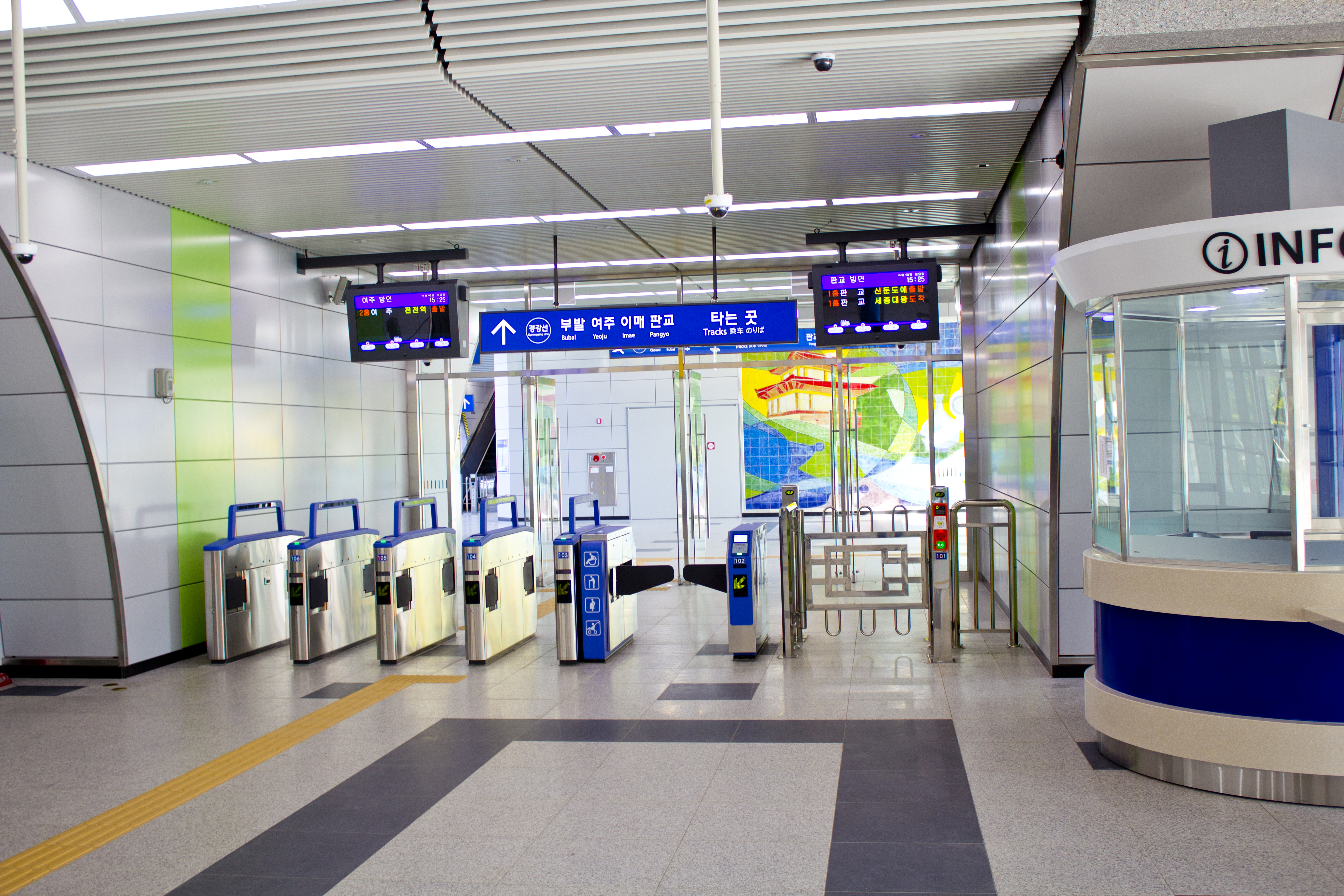
Bên trong nhà ga
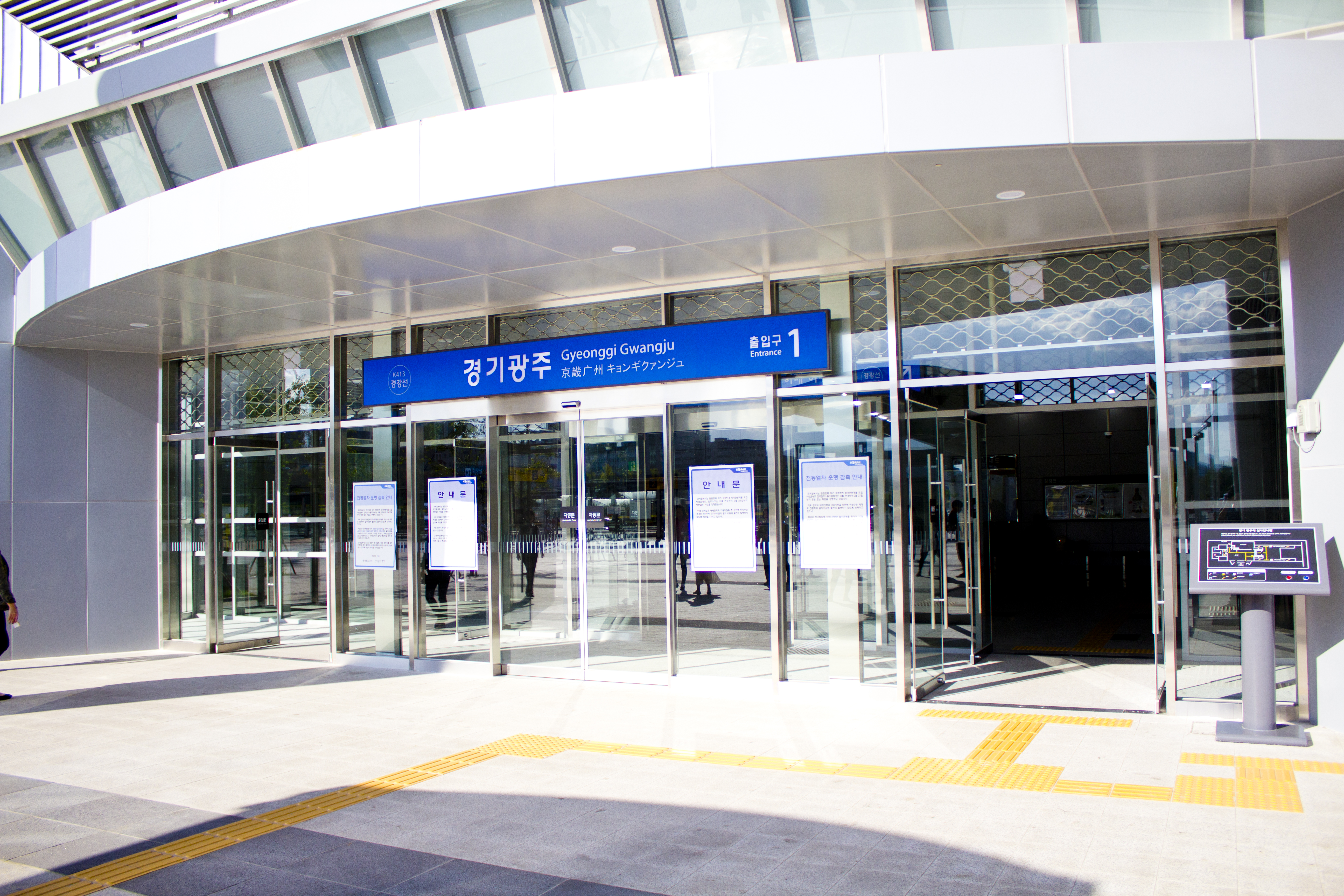
Lối ra 1